# Europarådets kommissionär för mänskliga rättigheter
Ej att förväxla med FN:s högkommissarie för mänskliga rättigheter.
Europarådets kommissionär för mänskliga rättigheter är en oberoende institution inom Europarådet, inrättad 7 maj 1999. Kommissionären har bland annat i uppdrag att bidra till att de mänskliga rättigheterna och minoritetsrätt efterlevs i medlemsländerna.
Michael O'Flaherty innehar posten sedan 1 april 2024, och efterträdde Dunja Mijatović och svenske Thomas Hammarberg. 
Kommissionären besöker de 47 medlemsländerna för att utvärdera hur de mänskliga rättighterna respekteras och för att hjälpa till att implementera dem. Genom att föra en kontinuerlig dialog med regeringarna eftersträvar han att öka medvetenheten om och engagemanget för dessa rättigheter. Han publicerar sina rön i rapporter och rekommendationer till regeringarna.
Han ska också främja utbildning kring mänskliga rättigheter och stödja medlemsländernas ombudsmän och andra relevanta institutioner. 
Kommissionären samarbetar bland annat med EU, FN, nationella ombudsmannainstitutioner, människorättsaktivister, akademiska institutioner och tankesmedjor.
Det är Europarådets parlamentariska församling som röstar fram kommissionären från en lista med tre kandidater. De olika medlemsländerna kan föreslå kandidater från det egna landet.
Även artikel 36 (3) av Europakonventionen garanterar om "intervention av tredje part" att "I alla mål inför en kammare ellar inför domstolen i stor sammansättning får Europarådets kommissionär för mänskliga rättigheter avge skriftliga yttranden och delta i muntliga förhandlingar."
Kommissionären utses för sex år och kan inte väljas om till en andra period. Europarådets första Kommissionär för mänskliga rättigheter var Álvaro Gil-Robles från Spanien.